# Lodewijk IV van Frankrijk
Lodewijk IV bijgenaamd van Overzee (d'Outremer) (Laon, 10 september 920 – Sens, 10 september 954) was koning van West-Francië van 936 tot zijn dood. Hij was de zoon van het echtpaar Karel III van Frankrijk en Hedwig van Wessex, een dochter van koning Eduard de Oudere.

## Biografie

### Jeugd
Hij was pas twee jaar, toen zijn vader als koning werd afgezet en vervangen door Robert I van Frankrijk. Het jaar nadien al stierf Robert I, die werd opgevolgd door Rudolf, hertog van Bourgondië. Een medestander van Robert I, graaf Herbert II van Vermandois, nam Lodewijks vader gevangen. Lodewijks moeder bracht hem in veiligheid "over zee" ("outre-mer"), naar haar familie in Engeland. Hij hield er zijn bijnaam aan over. Karel stierf in 929 en Rudolf regeerde nog tot zijn dood in 936. Hugo de Grote (een zoon van Robert I van Frankrijk) besloot dat het handiger was om niet zelf koning te worden maar een zwakke koning op de troon te plaatsen waardoor hij zelf vooral zijn eigen belangen kon behartigen. Hugo vormde een groep van hoge edelen die Lodewijk uitnodigde om koning te worden. Koning Æthelstan van Engeland onderhandelde eerst over uitgebreide veiligheidsgaranties voor zijn neef voordat hij hem liet terugkeren. Lodewijk landde in 936 te Boulogne en werd daar door Hugo en de ander West-Frankische edelen gehuldigd. Nadat Hugo voor zichzelf een bevoorrechte positie had onderhandeld, werd Lodewijk op 19 juni 936 in Laon gekroond door Artaldus, de aartsbisschop van Reims. Zijn macht beperkte zich tot Laon en enkele plaatsen in het noorden van Frankrijk maar geleidelijk verwierf Lodewijk een wat sterkere positie.

### Koningschap
In 939 bood hertog Giselbert van Lotharingen aan om Lodewijk als koning te huldigen. Giselbert voelde zich namelijk steeds meer in het nauw gebracht door de politiek van zijn zwager, de nieuwe koning Otto I de Grote, die de macht van de hertogen steeds verder inperkte ten gunste van zijn eigen positie. Lodewijk durfde dit aanbod echter niet aan te nemen. Later in dat jaar kwam Giselbert echter met twee andere hertogen in opstand tegen Otto. Toen die de Rijn overstaken trok Lodewijk met een leger naar de Elzas om de opstandelingen te helpen, maar die waren al verslagen bij de oversteek van de Rijn en Giselbert verdronk toen hij over de Rijn probeerde te vluchten. Lodewijk trouwde direct met de weduwe van Giselbert, Gerberga van Saksen, en eiste de heerschappij over Lotharingen op. Lodewijk had ook een historisch recht op Lotharingen omdat zijn vader tot 923 koning van Lotharingen was geweest. Door dit huwelijk werd Lodewijk verwant aan Otto (broer van Gerberga) en Hugo de Grote (getrouwd met Gerberga's zuster Hedwig van Saksen).
In 940 trok Otto met een leger naar het westen om orde op zaken te stellen. Lodewijk kon niet anders dan zich terugtrekken en Lotharingen op te geven. Hugo de Grote en Herbert II van Vermandois erkenden Otto als hun koning. Hugo en Herbert belegerden in 941 Laon, dat door de zwangere Gerberga werd verdedigd. Lodewijk probeerde haar te ontzetten maar werd vernietigend verslagen. Otto dwong ondertussen Hugo de Zwarte van Bourgondië, Lodewijks enige bondgenoot van betekenis, om zich terug te trekken. Door bemiddeling van Gerberga sloten Otto, Lodewijk en Hugo in 942 vrede te Visé. Lodewijk geeft daarbij formeel zijn aanspraken op Lotharingen op.
Toen Willem I van Normandië werd vermoord, viel Lodewijk IV het hertogdom binnen (943) en nam de 10-jarige Richard I van Normandië mee naar zijn hof. Twee jaar later wisten de Normandiërs Lodewijk gevangen te nemen, maar een jaar later wist Gerberga zoveel druk vanuit Engeland, Duitsland en de paus te organiseren dat hij werd vrijgelaten. Wel moest Gerberga in ruil voor Lodewijk een van hun zoons als gijzelaar geven. In 946 veroverden Lodewijk en Otto gezamenlijk de stad Reims op Hugo van Vermandois. In 948 liep de spanning met Hugo de Grote verder op. Lodewijk was in staat om in 948 zijn kandidaat tot bisschop van Reims te laten benoemen en bereikte zelfs de excommunicatie van Hugo. Albert I van Vermandois, de broer van Hugo van Vermandois, erkende Lodewijk als koning. In 949 veroverde Lodewijk de stad Laon op Hugo de Grote, hoewel het fort van Laon in handen van Hugo bleef. Door bemiddeling van Koenraad de Rode, hertog van Lotharingen, kwam in 950 een verzoening tussen Lodewijk en Hugo tot stand en gaf Hugo het fort van Laon op. Hun onderlinge wantrouwen was echter nog zo groot dat ze in 951 niet in staat waren om tezamen een inval van Hongaren vanuit Italië af te slaan. Daardoor kwam het wel tot een definitieve verzoening, later dat jaar op de landdag te Soissons. Lodewijk overleed op zijn verjaardag, aan de gevolgen van een val van zijn paard tijdens een jachtpartij. Hij is begraven in de kathedraal van Reims.

## Huwelijk en kinderen
Lodewijk trouwde in 939 met Gerberga van Saksen, dochter van Hendrik de Vogelaar en Mathilde van Ringelheim. Zij kreeg tijdens dit huwelijk de volgende kinderen:
- Lotharius (941 † 986)
- Mathilde, (943 - 992), in 964 gehuwd met Koenraad van Bourgondië, bijg de Vredelievende
- Karel (945 - voor 953)
- een dochter
- Lodewijk (948 - 954)
- Karel van Neder-Lotharingen (953-991)
- Hendrik (953 - 953), tweeling met Karel, kort na de doop overleden.

## Voorouders
| Voorouders van Lodewijk IV van Frankrijk (920-954) | Voorouders van Lodewijk IV van Frankrijk (920-954)                  | Voorouders van Lodewijk IV van Frankrijk (920-954)                  | Voorouders van Lodewijk IV van Frankrijk (920-954)                  | Voorouders van Lodewijk IV van Frankrijk (920-954)                  | Voorouders van Lodewijk IV van Frankrijk (920-954)              | Voorouders van Lodewijk IV van Frankrijk (920-954)              | Voorouders van Lodewijk IV van Frankrijk (920-954)              | Voorouders van Lodewijk IV van Frankrijk (920-954)              |
| -------------------------------------------------- | ------------------------------------------------------------------- | ------------------------------------------------------------------- | ------------------------------------------------------------------- | ------------------------------------------------------------------- | --------------------------------------------------------------- | --------------------------------------------------------------- | --------------------------------------------------------------- | --------------------------------------------------------------- |
| Overgrootouders                                    | Karel de Kale (823-877) ∞ 842 Ermentrudis van Orléans (830-869)     | Karel de Kale (823-877) ∞ 842 Ermentrudis van Orléans (830-869)     | Adalhard van Parijs (830-890) ∞ ? (-)                               | Adalhard van Parijs (830-890) ∞ ? (-)                               | Alfred de Grote (848–899) ∞ 868 Ealhswith (852-905)             | Alfred de Grote (848–899) ∞ 868 Ealhswith (852-905)             | Aethelhelm van Bernicia (859-897) ∞ Reinhilde (-)               | Aethelhelm van Bernicia (859-897) ∞ Reinhilde (-)               |
| Grootouders                                        | Lodewijk de Stamelaar (846-879) ∞ 875 Adelheid van Parijs (853-901) | Lodewijk de Stamelaar (846-879) ∞ 875 Adelheid van Parijs (853-901) | Lodewijk de Stamelaar (846-879) ∞ 875 Adelheid van Parijs (853-901) | Lodewijk de Stamelaar (846-879) ∞ 875 Adelheid van Parijs (853-901) | Eduard de Oudere (874-924) ∞ 901 Aelflaed (878-920)             | Eduard de Oudere (874-924) ∞ 901 Aelflaed (878-920)             | Eduard de Oudere (874-924) ∞ 901 Aelflaed (878-920)             | Eduard de Oudere (874-924) ∞ 901 Aelflaed (878-920)             |
| Ouders                                             | Karel de Eenvoudige (879-929) ∞ 918 Hedwig van Wessex (903-951)     | Karel de Eenvoudige (879-929) ∞ 918 Hedwig van Wessex (903-951)     | Karel de Eenvoudige (879-929) ∞ 918 Hedwig van Wessex (903-951)     | Karel de Eenvoudige (879-929) ∞ 918 Hedwig van Wessex (903-951)     | Karel de Eenvoudige (879-929) ∞ 918 Hedwig van Wessex (903-951) | Karel de Eenvoudige (879-929) ∞ 918 Hedwig van Wessex (903-951) | Karel de Eenvoudige (879-929) ∞ 918 Hedwig van Wessex (903-951) | Karel de Eenvoudige (879-929) ∞ 918 Hedwig van Wessex (903-951) |